# Cairo (Illinois)
Cairo è la città posta più a sud nello Stato dell'Illinois ed è il capoluogo della contea di Alexander.
La città fa parte dell'area metropolitana di Cape Girardeau-Jackson.

## Geografia fisica
Cairo si trova alla confluenza dei fiumi Ohio e Mississippi. È la località dell'Illinois con la più bassa altitudine ed è l'unica città dell'Illinois ad essere circondata da argini. È situata nell'area dell'Illinois meridionale, conosciuta anche come Little Egypt.
Secondo lo United States Census Bureau, ha un'area totale di 9,08 mi² (23,52 km²).

## Storia
Fort Defiance, un campo della guerra civile, fu costruito nel 1862 alla confluenza dei fiumi, a poca distanza dall'attuale Cairo, dal generale dell'Unione Ulysses S. Grant, per controllare l'accesso strategico ai fiumi.
Buona parte della città costituisce il Cairo Historic District, compreso nel National Register of Historic Places. Anche l'Old Customs House è compreso nel NRHP.
L'intera città è stata evacuata durante le inondazioni del fiume Mississippi del 2011, quando il fiume Ohio è salito oltre i livelli del 1937, riversando quindici piedi d'acqua che inondarono Cairo. Lo United States Army Corps of Engineers ha rinforzato gli argini nell'area dell'alluvione del Mississippi al di sotto di Cairo, in Missouri, per limitare le inondazioni a Cairo e altre aree più popolate a monte dei fiumi Ohio e Mississippi.

## Società

### Evoluzione demografica
La città ha sofferto i cambiamenti dei trasporti e la ristrutturazione industriale che sono costati molti posti di lavoro: la popolazione al censimento del 2010 era di 2.831 abitanti, a fronte di un picco di 15.203 abitanti nel 1920.

### Etnie e minoranze straniere
Secondo il censimento del 2010, la composizione etnica della città era formata dal 27,6% di bianchi, il 69,6% da afroamericani, lo 0,2% da nativi americani, lo 0,4% da asiatici, lo 0,2% di altra provenienza, e il 2,0% da due o più etnie. Ispanici o latinos erano lo 0,4% della popolazione.